# Manfredo I Lancia
Manfredo Lancia o Lanza, detto anche Lanza Marques o Marques lanz o Marquis de Busca o Marquis Manfred Lancia (1140 circa – post 1214) è stato marchese di Busca e un trovatore occitano.

## Biografia

### Le origini del cognome
I motivi che stanno dietro l'adozione del cognome Lancia da parte di Manfredo sono ignote. Alcuni tardi commentatori, come Iacopo d'Acqui e Antonio Astesano, ne diedero una spiegazione mitica, con riferimento a un periodo in cui sarebbe stato lancifero o capitano della grande lancia dell'imperatore Federico Barbarossa, ma questa notizia non trova conferma nei documenti, dai quali non risulta alcun servizio prestato all'imperatore. Egli, secondo gli stessi, lo avrebbe adottato per distinguersi dai suoi parenti, i margravi di Saluzzo. L'uso si affermò in seguito forse proprio per evitare confusione con il coevo cugino Manfredi di Saluzzo.
Altri ancora ricordano che il nome venne adottato da un certo Corrado, il quale acquisita la Lancia Sacra in Terrasanta.

### Carriera
Manfredo era il figlio maggiore di Guglielmo, secondo figlio di Bonifacio del Vasto, di un ramo della famiglia Aleramici. Ereditò parte del Contado di Loreto, tra Tanaro e Belbo, dai suoi zii Bonifacio di Cortemiglia e Ottone Boverio. Successivamente la divise col fratello Berengario e altri parenti. Inizialmente mantenne il castello di Busca, ma poi lo lasciò a Berengario in modo da stabilire la sua sede a Dogliani.
Nel 1160 lui e Berengario ricoprivano cariche pubbliche a Moretta. Nel 1168 vendette una terra nei pressi di Dogliani, i primi segni di difficoltà finanziarie, e il 30 agosto del 1187 vendette Dogliani per 1150 lire a Manfredo II di Saluzzo. Nel 1180 ricomprò i diritti su Busca. Sostenne un debito di 1033 lire genovesi per l'acquisto dei diritti della città di Alba posseduta in Loreto. Nel 1191 vendette alcuni terreni boschivi nei pressi di Cortemiglia. Infine, il 19 marzo del 1197, facendo uso di donazioni concesse dall'imperatore Enrico VI, riusciva a pagare 700 delle 1033 lire che doveva per Alba. Il 30 settembre del 1195 Manfredo vendette i diritti di alcuni pedaggi a Santa Maria di Pogliola.
Nel 1192 Manfredo, avuta Asti, muoveva guerra contro Bonifacio I di Monferrato. Nel 1194 Asti vendette i suoi diritti in Loreto a Bonifacio. Il 3 novembre del 1196 vendette tutte le sue terre possedute in Lombardia a Bonifacio e divenne suo vassallo; gli venne concesso il titolo di Conte di Loreto. Tra i suoi vassalli c'erano le famiglie di Agliano, Laerio e Canelli, probabilmente parenti per parte materna. Il suo secondo figlio, Giordano, Iordanus de Lança, avuto nel 1218, prese il cognome "di Agliano". Nel 1198 i nemici di Bonifacio — Asti, Alessandria e Vercelli — invadevano la contea di Loreto, conquistando la cittadina di Castagnole e facendo prigioniero Manfredo. Venne riscattato in cambio della città di Costigliole. Nel 1206 insieme al suo signore, adesso Guglielmo VI di Monferrato, formalmente cedette Castagnole ad Asti insieme alla contea di Loreto in cambio di 4000 lire astigiani.
Manfredo morì dopo il 1214.
Oltre a suo figlio Giordano e al suo successore, Manfredo II, ebbe una figlia, Bianca, madre di Bianca Lancia, a sua volta madre di Manfredi di Sicilia. Secondo altre ricostruzioni, tuttavia, Bianca Lancia era sua figlia piuttosto che sua nipote. 

## Poesia
Una canzone di due stanze, Emperador aven de tal maneira, composta intorno al 1195–1196 e riferita semplicemente come coblas nel canzoniere, viene ascritta a un certo "Lanza marques", chiaramente Manfredo, il solo margravio allora chiamato Lanza. È un contrafactum di un brano di Peire Vidal, Quant hom honratz. La canzone è un breve sirventes che prende in giro Vidal per la sua vanagloria, sulla base di una canzone, Quant hom es en autrui poder, in cui per scherzo si riferisce a se stesso come Emperaire dels Genoes (imperatore dei genovesi) perché molto ben trattato da loro. Peire risponde con Lanza marqes, paubresa e nesceira, una cobla esparsa, oltre che una sorta di sirventes, in cui accusa Manfredo di essere sempre in miseria: plus sovens vens castels e domejos / No fai vellia gallinas ni capos. Questi due brevi componimenti poetici sono talvolta raggruppati a mo' di tenzone.